# Вестник Кубанского Краевого Правительства (газета)
Вестник Кубанского Краевого Правительства — периодическое печатное издание Кубанского Краевого Правительства выходившее во время Гражданской войны в России.
Ежедневная газета издававшаяся Кубанским Краевым Правительством во время Гражданской войны в России. Главным редактором газеты являлся Д. Филимонов. С апреля 1920 года редакция газеты находилась в городе Сочи — первый корпус санатория «Кавказская Ривьера». В газете публиковались приказы по Войскам Кавказского Побережья, так же имелись следующие рубрики: Официальный отдел — оперативные сводки Штаба Войск Кавказского Побережья за подписью полковника генерального штаба Р. К. Дрейлинга, новости, хроника, письма в редакцию, неофициальный отдел. Газета бесплатно высылалась в войска..
После проведения большевиками Северо Кавказская операции, Кубанская армия частично была эвакуирована в Крым, частично капитулировала, также прекратилось издание данной газеты.